# ماكس نيكسون
ماكس نيكسون (بالإنجليزية: Max Nixon)‏ هو لاعب دوري الرغبي أسترالي، ولد في 1911، وتوفي في 1992.